# Теорема на Стюарт
В математиката теоремата на Стюарт (на английски: Stewart's theorem) гласи:

Нека е даден триъгълник ABC със страни {\displaystyle AB=c,\ BC=a,\ CA=b} и точка D, лежаща на страната BC. Ако {\displaystyle AD=d,\ BD=m} и {\displaystyle \ DC=n}, то:
- {\displaystyle a(d^{2}+mn)=mb^{2}+nc^{2}}, ако т. D лежи между точките B и C
- {\displaystyle a(d^{2}-mn)=mb^{2}-nc^{2}}, ако т. D лежи отвъд т. C
- {\displaystyle a(d^{2}-mn)=-mb^{2}+nc^{2}}, ако т. D лежи отвъд т. B

Теоремата се доказва с помощта на косинусовата теорема.
За точка D, произволна точка лежаща на отсечката BC (AD – медиана):
Нека {\displaystyle \angle BDA=\phi }
От косинусова теорема в триъгълниците BDA и CDA получаваме
{\displaystyle AB^{2}=AD^{2}+BD^{2}-2.BD.AD.cos\,\phi }
{\displaystyle CA^{2}=AD^{2}+CD^{2}-2.CD.AD.cos(180-\,\phi )}
От тук и дефиницията за косинус следва {\displaystyle cos(180-\,\phi )=-cos\,\phi }
{\displaystyle AB^{2}=AD^{2}+BD^{2}-2.BD.AD.cos\,\phi }
{\displaystyle CA^{2}=AD^{2}+CD^{2}+2.CD.AD.cos\,\phi }
Умножаваме двете страни на първото и второто съответно с CD и BD и събираме почленно.
{\displaystyle AB^{2}.CD=AD^{2}.CD+BD^{2}.CD-2.CD.BD.AD.cos\,\phi }
{\displaystyle CA^{2}.BD=AD^{2}.BD+CD^{2}.BD+2.CD.BD.AD.cos\,\phi }
{\displaystyle AB^{2}.CD+CA^{2}.BD=AD^{2}.BD+CD^{2}.BD+AD^{2}.CD+BD^{2}.CD,\,}
Окончателно:
{\displaystyle AB^{2}.CD+CA^{2}.BD=AD^{2}.BD+AD^{2}.CD+CD.BD(CD+BD)\,}